# 埃斯庫多德卡布埃爾尼加山脈
43°16′N 4°19′W / 43.267°N 4.317°W

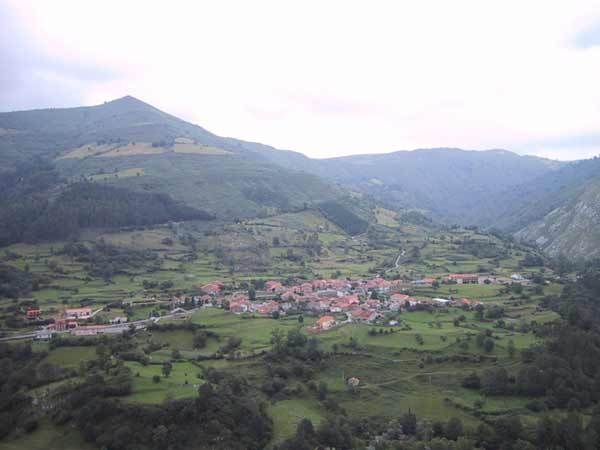

埃斯庫多德卡布埃爾尼加山脈（西班牙語：Sierra del Escudo de Cabuérniga），是西班牙的山脈，位於該國北部坎塔布里亞，屬於坎塔布連山脈的一部分，長50公里、寬15公里，最高點海拔高度927米。